# La Chapelle-du-Châtelard
La Chapelle-du-Châtelard là một xã ở tỉnh Ain, vùng Auvergne-Rhône-Alpes thuộc miền đông nước Pháp.